# Þyrill
Þyrill ist ein Berg aus vulkanischem Gestein im Westen von Island. Er erreicht eine Höhe von 388 m und liegt an der Nordostseite des Fjordes Hvalfjörður nahe einer Walfangstation.

## Name
Der Name Þyrill bedeutet zu deutsch Quirl. Dies erklärt sich durch die Luftwirbel, die durch Fallwinde aus Norden an seinem Fuß entstehen können.

## Geologie
Bei dem stark erodierten Berg handelt es sich neben unteren Lava- und Tephralagen aus dem nahegelegenen erloschenen Hvalfjörðurvulkan, sowie dünneren Sedimentlagen, in den oberen Schichten um die Reste von drei übereinanderliegenden Schildvulkanen aus der Eiszeit.
Die Nähe zum ehemaligen Zentralvulkan, dessen Reste der benachbarte Berg Brekkukambur enthält, erklärt die zahlreichen am Berg zu findenden unterschiedlichen Kristalle.

## Bauernhof Þyrill: Sagaschauplatz
Der unterhalb des Berges gelegene gleichnamige Hof kommt schon in den Isländersagas vor. Dort wird er als Heim des Þorsteinn gullknappur, der den Geächteten Harður Grímkelsson tötete, erwähnt. Von Helga, der Frau des Geächteten, wird berichtet, sie sei von der Insel Geirshólmur, die im Fjord liegt, mit zwei kleinen Söhnen an Land geschwommen und habe sich durch die Flucht gerettet.

## Wandern am Þyrill
Man kann den Berg am besten aus Richtung Botnsdalur besteigen. Unweit der Kreuzung mit der Stichstraße ins Tal beginnt auf der Bergseite der Fernwanderweg Síldarmannagötur (gekennzeichnet) und führt über die östliche Seite des Berges.